# Mercedes-Benz W120/W121
O Mercedes-Benz W120 e o Mercedes-Benz W121 são sedãs de quatro cilindros em linha tecnicamente semelhantes, com cilindradas ligeiramente diferentes, produzidos como duas séries de modelos pela Mercedes-Benz, o 180 e o 190:
- O W120 foi lançado como 180 em 1953, equipado com o motor M136 de 1,8 litro já existente da empresa. A partir de 1954, o W120 também passou a ser oferecido com motor diesel como Mercedes-Benz 180 D. Ambas as versões foram vendidas até 1962.
- O W121 estreou como 190 em 1956, equipado com um motor M121 de 1,9 litro. A partir de 1958, passou a ser oferecido também com o motor diesel OM621, vendido como 190 D. Ambas as versões foram vendidas até 1961.

A versão a diesel de cada modelo recebeu atualizações de motor ao longo de sua produção.
Juntamente com o modelo 220 W128 de seis cilindros em linha e 2,2 litros, mais luxuoso e de maior distância entre eixos, eles constituíram 80% da produção de automóveis da Mercedes-Benz entre 1953 e 1959. Os W121 190/190D foram substituídos pelos Mercedes-Benz W110 190c/190Dc em 1961.
O W120 foi o primeiro antecessor da linha de sedãs Mercedes-Benz Classe E.

## Modelos
| Modelo    | Código do chassi | Anos      | Tipo  | Motor                  | Quantidade produzida |
| --------- | ---------------- | --------- | ----- | ---------------------- | -------------------- |
| W120 sedã | W120.010         | 1953–1957 | 180   | 1.8 L M136 gasolina I4 | 52.186               |
| W120 sedã | W120.010         | 1957–1959 | 180a  | 1.9 L M121 gasolina I4 | 27.353               |
| W120 sedã | W120.010         | 1959–1961 | 180b  | 1.9 L M121 gasolina I4 | 29.415               |
| W120 sedã | W120.010         | 1961–1962 | 180c  | 1.9 L M121 gasolina I4 | 9.280                |
| W120 sedã | W120.110         | 1953–1959 | 180D  | 1.8 L OM636 diesel I4  | 116.485              |
| W120 sedã | W120.110         | 1959–1961 | 180Db | 1.8 L OM636 diesel I4  | 24.676               |
| W120 sedã | W120.110         | 1961–1962 | 180Dc | 1.8 L OM 621 diesel I4 | 11.822               |
| W121 sedã | W121.010         | 1956–1959 | 190   | 1.9 L M121 gasolina I4 | 61.345               |
| W121 sedã | W121.010         | 1959–1961 | 190b  | 1.9 L M121 gasolina I4 | 28.463               |
| W121 sedã | W121.110         | 1958–1959 | 190D  | 1.9 L OM621 diesel I4  | 20.629               |
| W121 sedã | W121.110         | 1959–1961 | 190Db | 1.9 L OM 621 diesel I4 | 61.309               |